# Alexander Leslie, 1:e earl av Leven
Alexander Leslie, född cirka 1580, död 4 april 1661, från 1641 earl av Leven, var en skotsk militär som blev fältmarskalk 1636.

## Biografi
Alexander Leslie var av skotskt ursprung, men började sin militära bana i Nederländerna. Han gick i svensk tjänst 1608, där han stannade till 1638. 1628 blev han befälhavare över de svenska trupperna i Stralsund, och erövrade kort före kungens landstigning 1630 Rügen. Under de följande åren stred han som generalmajor huvudsakligen i Niedersachsen och Westfalen. Han blev svensk fältmarskalk 1636 och chef för Weserarmén och bidrog genom samverkan med Johan Banér till segern i slaget vid Wittstock.
Leslie var en hängiven presbyterian. Han återvände till Skottland 1638 för att leda den militära kampen mot Karl I av England, vilket han gjorde fram till freden 1641, då Leslie även upphöjdes till earl av Leven. Under engelska inbördeskriget ledde han de skotska hjälptrupperna på parlamentets sida. Efter att Karl I avrättats 1649 tog dock Leslie ställning mot Oliver Cromwell och blev den formelle befälhavaren för Stuart-sidan i kriget då hans begäran om avsked på grund av ålder inte bifallits. Han togs tillfånga av engelsmännen 1651 men släpptes efter en kort tid i Towern efter vädjan från drottning Kristina. Han drog sig därefter helt tillbaka från politik och krigskonst och avled 1661.
För sina insatser under Trettioåriga kriget fick han Boo slott i gåva av Gustaf II Adolf. Kort därefter sålde Leslie dock Boo till Gustav Horn.
Leslies brev till Axel Oxenstierna utgavs i Axel Oxenstiernas Skrifter och brefvexling (1898).